# 曹魏
魏（220年12月11日－266年2月4日，史称曹魏、大魏、魏朝或魏國）共歷五帝，國祚約46年。是中國歷史上東漢末年三國時期位于北方政權國家。始於220年曹丕受漢獻帝禪讓，代漢為魏，249年司马懿发动高平陵之变成功后，其家族成为曹魏实际掌权者，至266年司马懿之孙司馬炎脅迫曹奐受禪稱帝，改國號“晉”。
曹操受封魏公時，治所在東漢時期魏郡所在地的鄴城，因此漢獻帝封他「魏公」建立诸侯国—魏国，且如同汉朝初期诸侯王制度设置丞相以下百官，之后又封「魏王」并以卞氏为魏国王后，以曹操之女为魏国公主，後來曹操之子曹丕稱帝時便以「魏」為國號。又因是曹氏政权，故史稱「曹魏」，以區別於其他名「魏」的政權。
魏是三國時期最強大，領土最遼闊的政權，灭蜀汉前疆域達到近300萬平方千米。263年，魏軍攻滅蜀汉，同年佔領交州，至此曹魏疆域達到全盛，约400萬平方千米。由於曹魏盤踞中原，人口為三国當中最多。期間最重要的政治改革有陳群的九品中正制，對魏晉時代之政治產生深遠影響。

## 歷史

### 魏王霸府
曹魏立國前，東漢已入割據時代。建安元年（196年）曹操迎獻帝至許昌，挾天子以令諸侯，號令各地勢力遵奉曹操，而軍事方面則選編精銳，組成強大的騎兵勁旅——虎豹騎，在平定中原重要戰役屢次建功，在掌握軍政發展下開啟魏晉南北朝霸府政治的先河，為後來的代漢立魏打下基礎。建安五年（200年）曹操於官渡之戰打败袁绍，再陆续通过几年的军事行动统一北方，建安十二年（207年），曹操北征乌桓，于白狼山之战打败乌桓，后曹操开始着手準備南下攻佔全國。
曹軍未適應到南方地理環境，水土不服，天氣陡轉等因素下，在208年赤壁之戰敗於孫權與劉備的聯軍，退守北方。曹軍所傷多為原劉表麾下水軍與降軍，因此孫劉勢力亦無法撼動曹操政權。曹操年事已高，終其一生只控制北方至中原一帶。其後漢獻帝封曹操為魏王，打破漢高祖的白馬之盟。曹操晚年遭刘备大将关羽北伐和魏讽之乱，虽然与孙权结盟由孙权败杀关羽化解危机，但自身也时日无多。220年，曹操去世後由次子曹丕承襲王位。

### 文帝開國
延康元年十月（公元220年12月）曹丕接受漢獻帝禪讓，代漢稱帝，定國號魏，稱魏文帝，改元黄初，定都洛陽（或称曹魏五都），東漢結束，曹魏建立。曹操雖未稱帝，但文帝稱帝後追尊他為魏武帝（廟號太祖）。漢中王劉備於221年在成都自立為帝，國號漢，史稱蜀漢。最後孫權也於229年在建業稱帝國號吳，至此三國正式形成。222年至225年期间文帝三次出兵伐吴，皆兵败而归。
文帝在位七年就駕崩。文帝駕崩後，長子曹叡即位，為魏明帝。曹魏朝廷此時分為兩大派，一是以曹真和曹休為主的曹氏一族、二是以司馬懿世家和賈逵世家為主的新勢力，日漸形成嚴重的對立，埋下日後的高平陵之變的種子。而夏侯惇和夏侯渊死後，夏侯世家人才能力沒落，漸漸遠離權勢。導致司馬世家勢力龐大，夏侯世家無法抗衡，日後高平陵之變的發生後，夏侯世家遭流放邊境，或投降蜀漢。
曹操出身寒族，且與閹宦有關，不以儒學為務，與當時的豪族、士大夫不同。曹操曾下「求才三令」，強調重才不重德，並以法家之術為治，要摧破豪族的儒學。曹操為一代英雄，不僅得到眾多寒族人才支持，也得到部份豪族士大夫支持，如荀彧、荀攸。荀彧更為曹操引進不少士大夫階層的人才。官渡之戰，曹勝袁敗，士大夫豪族不得不暫時忍耐屈服，卻伺機恢復。終於他們支持出身士族的司馬懿，向曹氏奪回政權。
曹魏都在與蜀漢、孫吳戰事中度過，如諸葛亮發動多次北伐攻魏，明帝多次力拒來犯而守護國土。

### 司马夺权

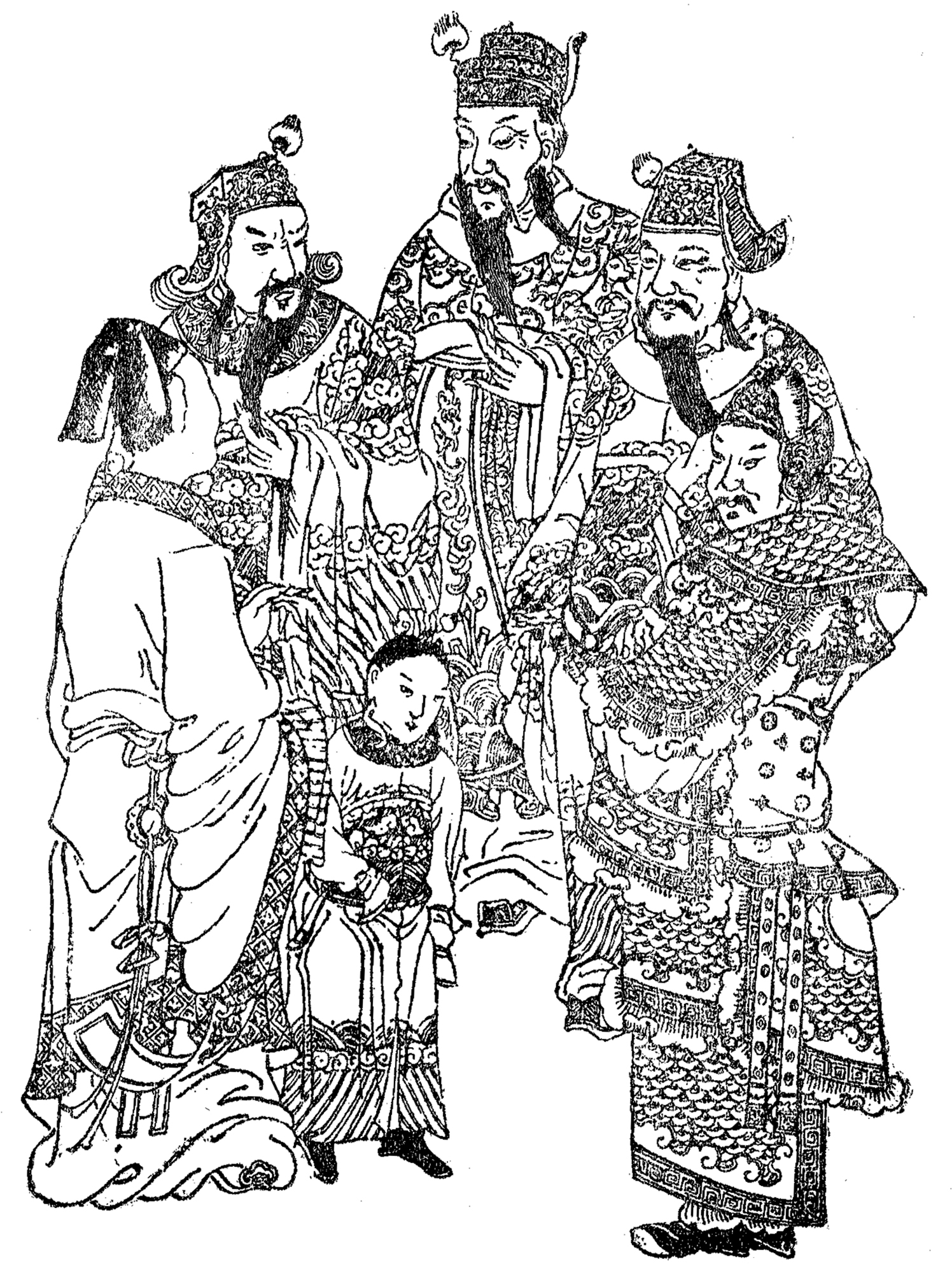
司馬懿集團畫像：司馬懿（中）、司馬師（右二）、司馬昭（左二）、司馬炎（幼者）、鍾會（右一）、鄧艾（左一）

太傅司馬懿在對抗諸葛亮北伐立下不少戰功，在曹魏政治地位漸漸提升，直至高平陵之變，司馬懿利用兵變，剷除曹家宗室的曹爽，导致夏侯霸投靠蜀漢，后其子司马师在政治斗争又铲除夏侯家的夏侯玄，司馬氏家族權傾全朝成為新的霸府，司马师、司馬昭成為最有權勢的朝臣，能擅自廢立皇帝。曹魏立国以来近支宗室受到限制，大部分实际上被囚禁在邺城，故无法反抗司马氏。驻守扬州的王凌（司马懿时期）、毌丘俭（司马师时期）、诸葛诞（司马昭时期）先后反抗司马氏，前者想拥立楚王曹彪为帝，后两者还联合孙吴为外援，但皆败亡。魏帝曹髦不甘司馬氏威脅帝位，亲自攻打司馬昭，司马昭令親信賈充派成濟弒害曹髦，事後僅成濟被處死，而司馬家族則沒受牽連，因此曹魏名存實亡。
隨著蜀漢國力日下，司马昭也需要挽回弑君造成的不利影响，于263年展開攻漢計劃，派遣鍾會、鄧艾、諸葛緒等等攻漢，結果劉禪請降，蜀亡；鍾會又图谋据蜀自立，与有心复国的蜀汉大将姜維互相利用，司马昭又平定钟会与姜维、原蜀汉太子劉璿等蜀漢殘黨所發起的鍾會之亂。後司馬昭死，其子司馬炎襲封晉王、承相國位，後於265年受禪稱帝，國號為晉，曹魏結束。
司马炎登基后不久，反而解除曹魏时期对曹氏宗室的禁锢。元帝及其後人被封为陈留王，在晋朝受到很高的待遇，陈留国历经4朝，经西晋、东晋、刘宋，一直传至南朝齐，国祚之长在历史上实为罕见。

## 军事
曹魏於曹操時期，兵力約30-45萬。文帝時期濫兵用戰，興建修房，死了不少精兵，據史書記載，兵力約13-16萬，為曹魏低落時期。明帝時期，由於推動多子政策，兵力大增40-47萬。司馬家族主政後，約60-65萬，為最高峰。

## 文化
曹魏雖然以軍事起家，但曹魏一族在文學上具有相當成就，如曹操和其子文帝和曹植都擅於寫詩，時稱三曹，後世又稱建安文學。後期君主也頗有藝術造詣，如明帝擅長詩賦；曹髦擅長詩文、繪畫，譽為才子。

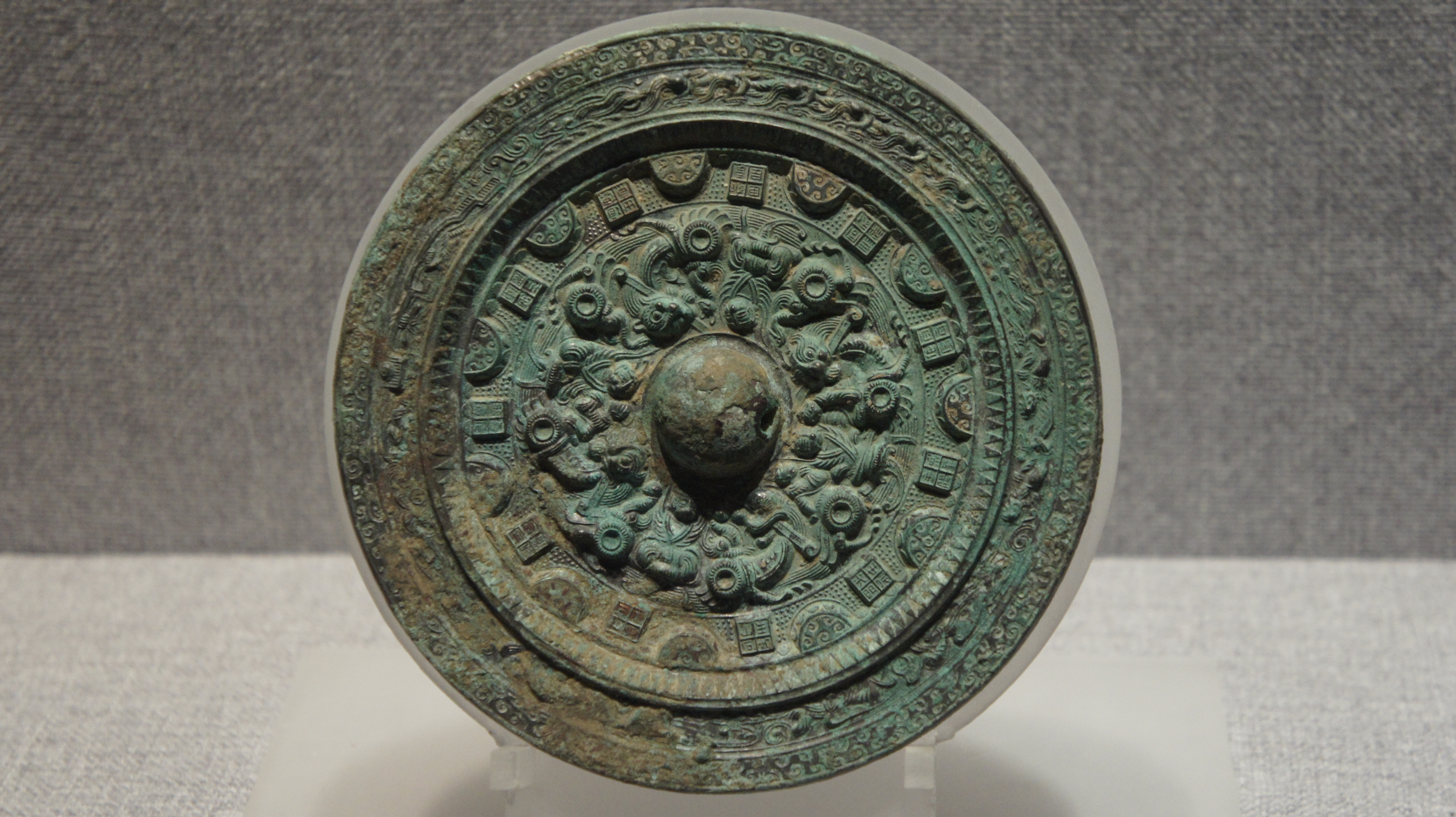
曹魏时期的环绕式神兽镜

## 經濟
魏、漢、吳三國以曹操最重視農業（用毛玠兵農合一之策），其中以曹魏人口最多，屯田墾荒面積最廣。
曹魏重視農業的另一實證，是大力興修水利，其工程規模和數量首屈一指。如233年，關中一帶闢建渠道，興修水庫，一舉改造三千多頃鹽鹼地，使國庫大為充實。再如曹魏在河南的水利工程，成果使糧產量倍增。
諸葛北伐時期對曹魏經濟影響甚是巨大，從辛毗、楊阜奏章中，不止一次提到諸葛北伐造成的經濟困難。

## 政治

### 藩王
曹魏对藩王监视防范，藩王们求为百姓而不可得，后大多被囚禁于邺城。明帝及后来执政大臣曹爽先后拒绝曹植、曹冏任用宗室建议，终于使得后来皇权旁落司马氏之手时曹魏诸王无力反抗，仅楚王曹彪曾被太尉王凌意图拥立为帝但也失败被赐死。
司马炎建立晋朝后，解除对曹氏族人的禁锢，同时因吸取曹魏的教训而大封宗室为实权藩王委以重任，但這也导致后来的八王之乱。

## 行政區域
下表為262年曹魏州郡設置數目。共領州十二，郡國八十七。

### 幽州
| 范陽郡 | 代郡 | 漁陽郡 | 右北平郡 | 遼西郡 | 樂浪郡 |
| 上谷郡 | 燕國 | 昌黎郡 | 玄菟郡   | 遼東郡 | 帶方郡 |

### 冀州
| 魏郡，西漢置郡。領縣九 （鄴縣（郡治。北京）、魏縣、斥丘縣、安陽縣、蕩陰縣、內黃縣、黎陽縣、繁陽縣、陰安縣） |        |        |        |        |        |        |
| 陽平郡 | 廣平郡 | 清河郡 | 鉅鹿郡 | 趙國   | 常山郡 | 安平郡 |
| 平原郡 | 樂陵國 | 河間郡 | 渤海郡 | 中山國 | 中山國 | 中山國 |

### 青州
| 城陽郡 | 東萊郡 | 北海國 | 齊國 | 樂安郡 | 濟南國 |

### 并州
| 上黨郡 | 西河郡 | 太原郡 | 樂平郡 | 新興郡 | 雁門郡 |

### 兗州
| 泰山郡 | 濟北國 | 東平國 | 東郡 | 任城郡 | 山陽郡 | 濟陰郡 | 陳留國 |

### 徐州
| 東莞郡 | 琅琊國 | 東海國 | 廣陵郡 | 下邳郡 | 彭城國 |

### 司隶州
原漢司隸校尉部，曹魏黃初元年改為司州。領郡國五、縣國七十
河南尹，西漢置郡。領縣二十四
洛陽縣（州治。郡治。中京）、河南縣、鞏縣、河陰縣、成皋縣、緱氏縣、陽城縣、新城縣、陸渾縣、梁縣、陽翟縣、滎陽縣、京縣、密縣、卷縣、陽武縣、苑陵縣、中牟縣、開封縣、原武縣、新鄭縣、偃師縣、平縣、穀城縣
弘農郡，西漢置郡。領縣八
弘農縣（郡治）、湖縣、陝縣、宜陽縣、黽池縣、華陰縣、盧氏縣、新安縣
河內郡，西漢置郡。領縣十六
汲縣、共縣、林慮縣、獲嘉縣、修武縣、野王縣、州縣、懷縣（郡治）、平皋縣、河陽縣、沁水縣、軹縣、山陽縣、溫縣、朝歌縣、武德縣
河東郡，西漢置郡。領縣十一
安邑縣（郡治）、東垣縣、汾陰縣、大陽縣、解縣、蒲坂縣、河北縣、濩澤縣、端氏縣、聞喜縣、猗氏縣
平陽郡，曹魏黃初元年分河東郡置。領縣十一
平陽縣（郡治）、楊縣、永安縣、浦子縣、狐讘縣、襄陵縣、絳邑縣、臨汾縣、北屈縣、皮氏縣

### 雍州
京兆郡長安縣（州治。郡治。西京）、馮翊郡、扶風郡、北地郡、新平郡、安定郡、廣魏郡、天水郡、南安郡、隴西郡

### 涼州
武威郡、金城郡、西平郡、張掖郡、酒泉郡、西海郡、敦煌郡

### 豫州
領郡國九、縣國八十八
陳郡，西漢置郡。領縣六

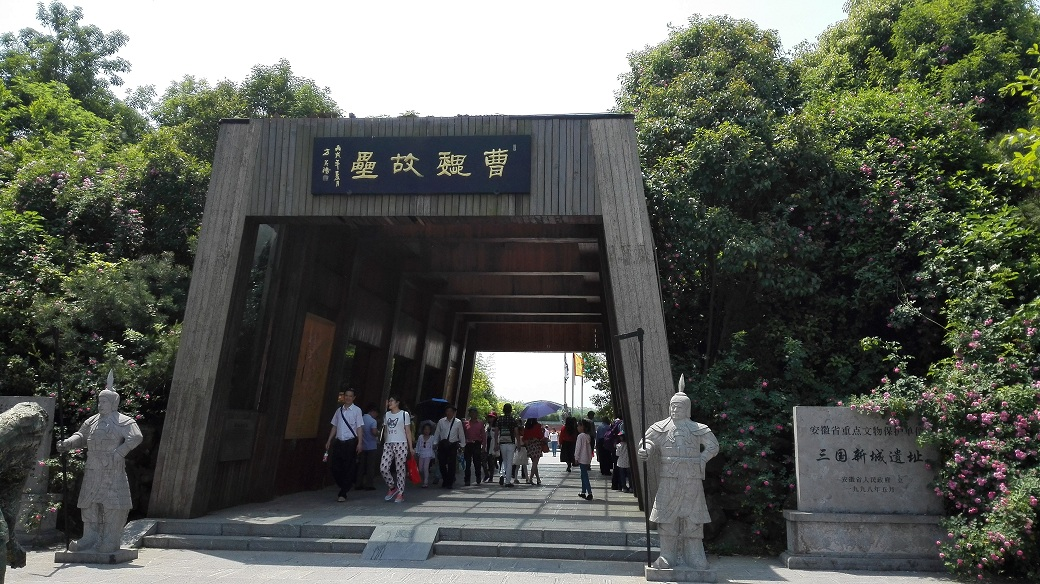
合肥三国新城遗址，曹魏故壘

陳縣（郡治）、武平縣、柘縣、陽夏縣、扶樂縣、長平縣
潁川郡，秦置郡。領縣十五
許昌縣（郡治。漢許縣。南京）、長社縣、潁陰縣、潁陽縣、臨潁縣、郾縣、鄢陵縣、新汲縣、襄城縣、繁昌縣、郟縣、定陵縣、昆陽縣、舞陽縣、父城縣
汝南郡，西漢置郡。領縣二十九
新息縣（郡治）、新陽縣、安城縣（州治）、慎縣、朗陵縣、陽安縣、上蔡縣、平輿縣、定潁縣、灈陽縣、南頓縣、汝陽縣、吳房縣、西平縣、□強縣、召陵縣、西華縣、宜春縣、新蔡縣、褒信縣、原鹿縣、富波縣、固始縣、汝陰縣、項縣、汝南縣、安陽縣、鮦陽縣、慎陽縣
梁國，西漢置郡。領縣七
睢陽縣（郡治）、蒙縣、虞縣、下邑縣、寧陵縣、鄢縣、碭縣
沛國，西漢置郡。領縣四
沛縣（郡治）、豐國、杼秋縣、公丘縣
譙郡，曹魏時分沛國置。領縣十四
譙縣（郡治，東京）、相縣、蕭縣、酇縣、山桑縣、龍亢縣、蘄縣、苦縣、宋縣、符離縣、汶縣、虹縣、輊縣、竹邑縣
魯郡，西漢置郡。領縣五
魯縣（郡治）、卞縣、鄒縣、番縣、薛縣
弋陽郡，曹魏置郡。領縣四
西陽縣、軑縣、期思縣、弋陽縣（郡治）
安豐郡，曹魏置郡。領縣四
安風縣（郡治）、雩婁縣、安豐縣、蓼縣

### 揚州
領郡國二、縣國十二
淮南郡，秦置郡。領縣七
壽春縣（州治）、成德縣、下蔡縣、義城縣、西曲陽縣、平阿縣、合肥縣（郡治）
廬江郡，西漢置郡。統縣三
六安縣（郡治）、陽泉縣、博安縣、神木縣

### 荊州
江夏郡，上昶縣、六黃縣，
襄陽郡，襄陽縣（郡治、州治）、當陽縣、漢津縣
新城郡，房陵縣（郡治）
南陽郡，宛縣（郡治）、穰縣、魯陽縣、鄧縣
南鄉郡，順陽縣（郡治）
上庸郡，上庸縣（郡治）
魏興郡，西城縣（郡治）
章陵郡，新野縣、義陽縣

## 君主列表及年號
| 肖像                                   | 庙号                          | 谥号                          | 名讳                                         | 在世时间   | 在位时间   | 年号       | 年号使用时间 | 陵寝   |
| -------------------------------------- | ----------------------------- | ----------------------------- | -------------------------------------------- | ---------- | ---------- | ---------- | ------------ | ------ |
| －                                     | －                            | 高皇帝 （魏明帝追谥）         | 曹騰                                         | 100－159年 | －         | －         | －           | －     |
|                                        | －                            | 魏太王 （汉献帝追谥）         | 曹嵩                                         | ？－193年  | －         | －         | －           | －     |
| －                                     | 太皇帝 （魏文帝追谥）         |                               | 曹嵩                                         | ？－193年  | －         | －         | －           | －     |
|                                        | －                            | 魏武王 （汉献帝追谥）         | 曹操                                         | 155－220年 | －         | －         | －           | 高陵   |
| 太祖 （魏明帝追尊）                    | 武皇帝 （魏文帝追谥）         |                               | 曹操                                         | 155－220年 | －         | －         | －           | 高陵   |
| 曹丕受东汉献帝刘协禅位为帝，立国曰“魏” |                               |                               |                                              |            |            |            |              |        |
|                                        | 高祖 （魏明帝追尊，一作世祖） | 文皇帝                        | 曹丕                                         | 187－226年 | 220－226年 | 黄初       | 220－226年   | 首陽陵 |
|                                        | 烈祖 （曹叡生前即定庙号）     | 明皇帝                        | 曹叡                                         | 206－239年 | 226－239年 | 太和       | 227－233年   | 高平陵 |
| 青龙                                   | 烈祖 （曹叡生前即定庙号）     | 明皇帝                        | 曹叡                                         | 206－239年 | 226－239年 | 233－237年 |              | 高平陵 |
| 景初                                   | 烈祖 （曹叡生前即定庙号）     | 明皇帝                        | 曹叡                                         | 206－239年 | 226－239年 | 237－239年 |              | 高平陵 |
|                                        | －                            | 邵陵县厉公 （晋武帝司马炎谥） | 曹芳 （罢黜，降复齐王，晋武帝降封邵陵县公）  | 232－274年 | 239－254年 | 正始       | 240－249年   | －     |
| 嘉平                                   | －                            | 邵陵县厉公 （晋武帝司马炎谥） | 曹芳 （罢黜，降复齐王，晋武帝降封邵陵县公）  | 232－274年 | 239－254年 | 249－254年 |              | －     |
|                                        | －                            | －                            | 曹髦 （追罢黜，降复高贵乡公）                | 241－260年 | 254－260年 | 正元       | 254－256年   | －     |
| 甘露                                   | －                            | －                            | 曹髦 （追罢黜，降复高贵乡公）                | 241－260年 | 254－260年 | 256－260年 |              | －     |
|                                        | －                            | 元皇帝 （晋惠帝司马衷谥）     | 曹奂 （原名曹璜） （晋武帝司马炎降封陈留王） | 246－302年 | 260－265年 | 景元       | 260－264年   | －     |
| 咸熙                                   | －                            | 元皇帝 （晋惠帝司马衷谥）     | 曹奂 （原名曹璜） （晋武帝司马炎降封陈留王） | 246－302年 | 260－265年 | 264－265年 |              | －     |
| 元帝曹奂禅位司马炎，立国曰“晋”，曹魏亡 |                               |                               |                                              |            |            |            |              |        |

## 世系圖
|                         |                         |                         |                         |                         |                         |  |  |                                     |                         |                         |                         |                         |                         |  |  |                             |                             |                             |                             |                             |                             |  |  |                             |                             | 過繼                        |                             |                             |                             |  |  |  |  |  |  |  |  |  |  |  |  |  |  |  |  |  |  |  |  |
|                         |                         |                         |                         |                         |                         |  |  | 魏武帝（文帝曹丕追諡） 曹操 155-220 |                         |                         |                         |                         |                         |  |  |                             |                             |                             |                             |                             |                             |  |  |                             |                             |                             |                             |                             |                             |  |  |  |  |  |  |  |  |  |  |  |  |  |  |  |  |  |  |  |  |
|                         |                         |                         |                         |                         |                         |  |  |                                     |                         |                         |                         |                         |                         |  |  |                             |                             |                             |                             |                             |                             |  |  |                             |                             |                             |                             |                             |                             |  |  |  |  |  |  |  |  |  |  |  |  |  |  |  |  |  |  |  |  |
|                         |                         |                         |                         |                         |                         |  |  |                                     |                         |                         |                         |                         |                         |  |  |                             |                             |                             |                             |                             |                             |  |  |                             |                             |                             |                             |                             |                             |  |  |  |  |  |  |  |  |  |  |  |  |  |  |  |  |  |  |  |  |
|                         |                         |                         |                         |                         |                         |  |  | 魏文帝 曹丕 187-220-226             | 魏文帝 曹丕 187-220-226 | 魏文帝 曹丕 187-220-226 | 魏文帝 曹丕 187-220-226 | 魏文帝 曹丕 187-220-226 | 魏文帝 曹丕 187-220-226 |  |  | 任城威王 曹彰 189-223       | 任城威王 曹彰 189-223       | 任城威王 曹彰 189-223       | 任城威王 曹彰 189-223       | 任城威王 曹彰 189-223       | 任城威王 曹彰 189-223       |  |  | 燕王 曹宇 ?-278             | 燕王 曹宇 ?-278             | 燕王 曹宇 ?-278             | 燕王 曹宇 ?-278             | 燕王 曹宇 ?-278             | 燕王 曹宇 ?-278             |  |  |  |  |  |  |  |  |  |  |  |  |  |  |  |  |  |  |  |  |
|                         |                         |                         |                         |                         |                         |  |  | 魏文帝 曹丕 187-220-226             | 魏文帝 曹丕 187-220-226 | 魏文帝 曹丕 187-220-226 | 魏文帝 曹丕 187-220-226 | 魏文帝 曹丕 187-220-226 | 魏文帝 曹丕 187-220-226 |  |  | 任城威王 曹彰 189-223       | 任城威王 曹彰 189-223       | 任城威王 曹彰 189-223       | 任城威王 曹彰 189-223       | 任城威王 曹彰 189-223       | 任城威王 曹彰 189-223       |  |  | 燕王 曹宇 ?-278             | 燕王 曹宇 ?-278             | 燕王 曹宇 ?-278             | 燕王 曹宇 ?-278             | 燕王 曹宇 ?-278             | 燕王 曹宇 ?-278             |  |  |  |  |  |  |  |  |  |  |  |  |  |  |  |  |  |  |  |  |
|                         |                         |                         |                         |                         |                         |  |  |                                     |                         |                         |                         |                         |                         |  |  |                             |                             |                             |                             |                             |                             |  |  |                             |                             |                             |                             |                             |                             |  |  |  |  |  |  |  |  |  |  |  |  |  |  |  |  |  |  |  |  |
| 魏明帝 曹叡 205-226-239 | 魏明帝 曹叡 205-226-239 | 魏明帝 曹叡 205-226-239 | 魏明帝 曹叡 205-226-239 | 魏明帝 曹叡 205-226-239 | 魏明帝 曹叡 205-226-239 |  |  | 东海定王 曹霖 ?-249                 | 东海定王 曹霖 ?-249     | 东海定王 曹霖 ?-249     | 东海定王 曹霖 ?-249     | 东海定王 曹霖 ?-249     | 东海定王 曹霖 ?-249     |  |  | 济南王 曹楷                 | 济南王 曹楷                 | 济南王 曹楷                 | 济南王 曹楷                 | 济南王 曹楷                 | 济南王 曹楷                 |  |  |                             |                             |                             |                             |                             |                             |  |  |  |  |  |  |  |  |  |  |  |  |  |  |  |  |  |  |  |  |
| 魏明帝 曹叡 205-226-239 | 魏明帝 曹叡 205-226-239 | 魏明帝 曹叡 205-226-239 | 魏明帝 曹叡 205-226-239 | 魏明帝 曹叡 205-226-239 | 魏明帝 曹叡 205-226-239 |  |  | 东海定王 曹霖 ?-249                 | 东海定王 曹霖 ?-249     | 东海定王 曹霖 ?-249     | 东海定王 曹霖 ?-249     | 东海定王 曹霖 ?-249     | 东海定王 曹霖 ?-249     |  |  | 济南王 曹楷                 | 济南王 曹楷                 | 济南王 曹楷                 | 济南王 曹楷                 | 济南王 曹楷                 | 济南王 曹楷                 |  |  |                             |                             |                             |                             |                             |                             |  |  |  |  |  |  |  |  |  |  |  |  |  |  |  |  |  |  |  |  |
|                         |                         |                         |                         |                         |                         |  |  |                                     |                         |                         |                         |                         |                         |  |  |                             |                             |                             |                             |                             |                             |  |  |                             |                             |                             |                             |                             |                             |  |  |  |  |  |  |  |  |  |  |  |  |  |  |  |  |  |  |  |  |
|                         |                         |                         |                         |                         |                         |  |  | 魏少帝 曹髦 242-254-260             | 魏少帝 曹髦 242-254-260 | 魏少帝 曹髦 242-254-260 | 魏少帝 曹髦 242-254-260 | 魏少帝 曹髦 242-254-260 | 魏少帝 曹髦 242-254-260 |  |  | 魏少帝 曹芳 231-239-254-274 | 魏少帝 曹芳 231-239-254-274 | 魏少帝 曹芳 231-239-254-274 | 魏少帝 曹芳 231-239-254-274 | 魏少帝 曹芳 231-239-254-274 | 魏少帝 曹芳 231-239-254-274 |  |  | 魏元帝 曹奐 246-260-265-303 | 魏元帝 曹奐 246-260-265-303 | 魏元帝 曹奐 246-260-265-303 | 魏元帝 曹奐 246-260-265-303 | 魏元帝 曹奐 246-260-265-303 | 魏元帝 曹奐 246-260-265-303 |  |  |  |  |  |  |  |  |  |  |  |  |  |  |  |  |  |  |  |  |